# P/2006 T1
P/2006 T1 李維是一顆以5.24年為週期的彗星。上一次通過近日點的日期約為2006年10月7日，離太陽最近的距離約為0.989個天文單位、通過近地點的日期約為2006年9月18日，離地球最近的距離約為1.32個天文單位。在上一次通過近日點時星等只有約9.3等。 它在2006年12月1日開始沒有被觀測得到，只有60天觀測到的弧。
在2011年6月3日，李維彗星(PK06T010)的星等約為19.8等。
下一次通過近日點的日期估計為2012年1月11日，離太陽最近的距離估計約為1.007個天文單位、通過近地點的日期為2012年1月8日，離地球最近的距離估計約為0.0489個天文單位。

## 外部連結
- Orbital simulation （页面存档备份，存于） from JPL (Java) / Horizons Ephemeris（页面存档备份，存于）
- P/2006 T1 (Levy)（页面存档备份，存于） at the Minor Planet Center's Database
- P/2006 T1 ( Levy ) - Seiichi Yoshida @ aerith.net (with pictures taken by different astronomers around the world)
- P/2006 T1 (Levy)（页面存档备份，存于） as seen at the Great Shefford Observatory in 2006